# Бондаренко Володимир Дмитрович
Бондаре́нко Володи́мир Дми́трович (нар. 4 грудня 1952, с. Охіньки, Прилуцький район, Чернігівська область, Українська РСР, СРСР — 24 серпня 2021, Київ) — український політик. Народний депутат України II, III, IV, VI та VII скликань, голова КМДА з 7 березня по 25 червня 2014 року, депутат Київської міської ради VII скликання (з 5 червня 2014 року). Член партії «Реформи і порядок» — голова Київської міської організації та заступник голови партії (з 1999). Голова київського відділу партії «Батьківщина» (з 27 серпня 2014). Кандидат наук з державного управління (2009).

## Освіта
1972 — Прилуцьке педагогічне училище імені Івана Франка, відділ праці.
1977 — Київський національний університет імені Тараса Шевченка, історичний факультет, викладач історії та суспільствознавства; юридичний факультет (2001), «Правознавство».
2009 — захистив дисертацію в Українській академії державного управління при Президентові України та здобув ступінь кандидата наук з державного управління.

## Кар'єра
1976–1977 — учитель історії та географії Калинівської 8-річної школи Городищенського району Черкаської області.
1977–1986 — в Ленінградському райкомі ЛКСМУ і Ленінградському райкомі КПУ Києва.
1986–1990 — заступник голови, перший заступник голови, з 1990 — голова виконкому Ленінградської райради народних депутатів Києва.
1991–1992 — начальник управління, заступник голови КМДА.
1992–1996 — начальник відділу маркетингу «Київнафтопродукт».
Березень — липень 1996 — заступник міністра — керівник справами Міністерства юстиції України.
1994–1998 — народний депутат Верховної Ради України 2-го скликання. Член депутатської групи «Реформи».
1998–2002 — народний депутат Верховної Ради України 3-го скликання. Член групи «Незалежні», член фракції ПРП «Реформи-центр».
2002–2005 — Член фракції «Наша Україна», уповноважений представник партії «Реформи і порядок».
2002–2006 — народний депутат Верховної Ради України 4-го скликання. Висунутий від блоку Віктора Ющенка Наша Україна.
2007–2012 — народний депутат Верховної Ради України 6-го скликання. Член фракції «БЮТ».
2012–2014 — народний депутат Верховної Ради України 7-го скликання. Член фракції Всеукраїнського об'єднання «Батьківщина».
7 березня 2014 року призначений головою Київської міськдержадміністрації Балотувався на посаду міського голови міста Києва і, одночасно, до міської ради, очолюючи список Київської міської організації політичної партії "Всеукраїнське об'єднання «Батьківщина».
13 травня 2014 року Верховна Рада України достроково припинила повноваження народного депутата України Бондаренка у зв'язку з особистою заявою про складення ним депутатських повноважень.
10 червня 2014 року подав у відставку з посади голови КМДА. 25 червня указом Президента України Петра Порошенка звільнений з цієї посади. Наступником Бондаренка на посаді став мера Києва Віталій Кличко.
Помер 24 серпня 2021 року, похований в селі Гурівщина (хутір Буча).

## Громадсько-політична діяльність
- Депутат Київської міської ради I, II (1990–1996), V (2006–2007) та VII (з 2014) скликань, керівник депутатської групи «Вибір» (1994–1996).
- Один із засновників громадського об'єднання «Вибір», 1993–1997.
- Член координаційної ради депутатів Київської міськради (квітень 2006–2007).

## Парламентська діяльність

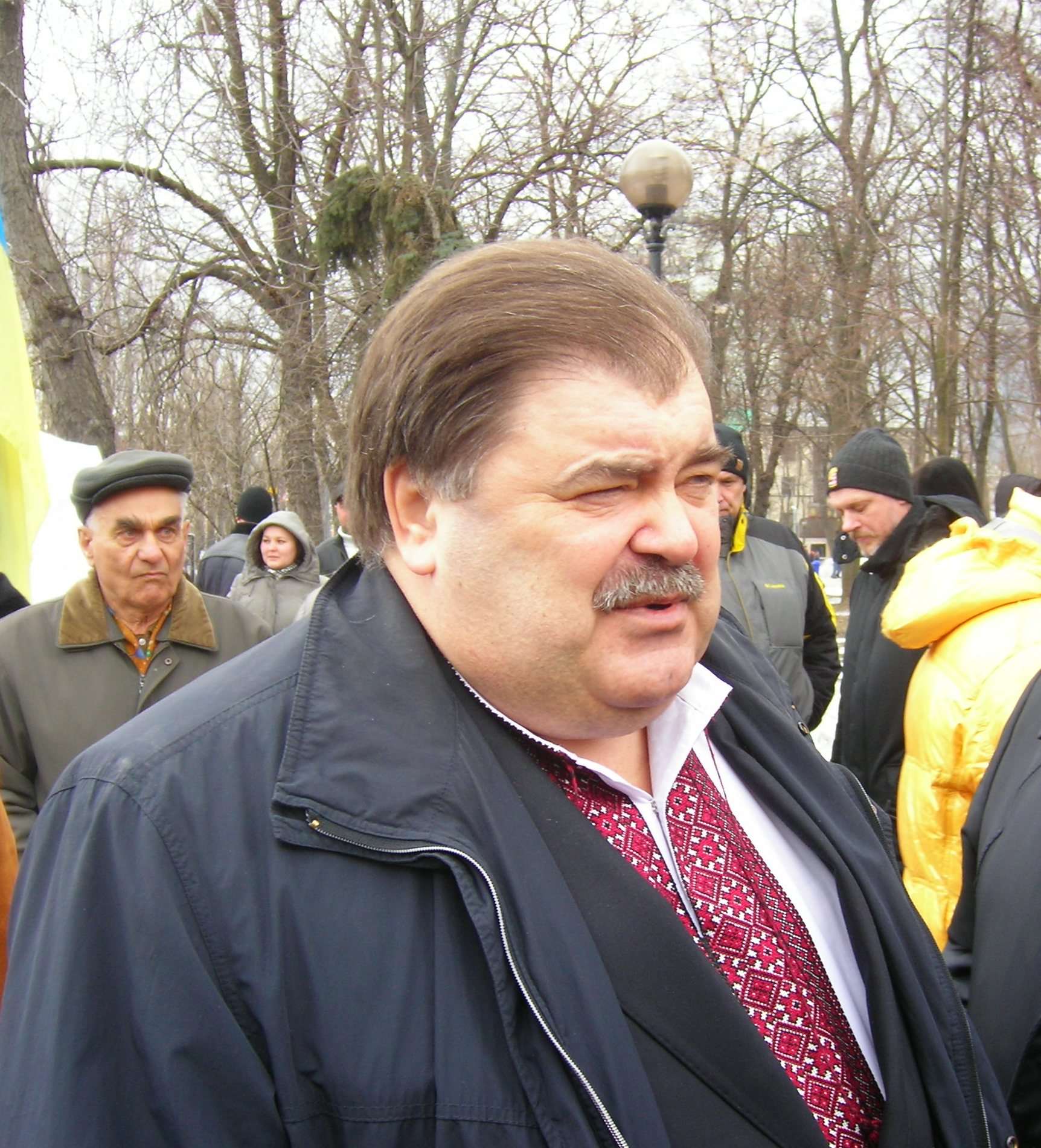
Напередодні мітингу, 7 квітня 2013

З 7 квітня 1996 до 12 травня 1998 — народний депутат України 2-го скликання за Ленінградським виборчим округом № 8 міста Києва, висунутий виборцями. Член депутатської групи «Реформи». Член Комітету з питань базових галузей та соціально-економічного розвитку регіонів. На час виборів: громадське об'єднання «Вибір», член координаційної ради.
З 12 травня 1998 до 14 травня 2002 — народний депутат України 3-го скликання за виборчим округом № 212 міста Києва. З'явилося 59.5 %, «за» 27.2 %, 23 суперника. На час виборів: народний депутат України. Член групи «Незалежні» (з липня до грудня 1998), член фракції ПРП «Реформи-центр» (з грудня 1998). Член Комітету з питань промислової політики і підприємництва (з липня 1998). Паралельно балотувався за списком виборчого блоку «Вперед, Україно!», № 8 в списку.
З 14 травня 2002 до 25 травня 2005 — Народний депутат України 4-го скликання за виборчим округом № 219 міста Києва, висунутий Виборчим блоком політичних партій "Блок Віктора Ющенка «Наша Україна». «За» 50.73 %, 14 суперників. На час виборів: народний депутат України, член ПРП. Член фракції «Наша Україна» (з 15 травня 2002 до 7 вересня 2005), уповноважений представник фракції політичної партії «Реформи і порядок» (з 8 вересня 2005). Голова підкомітету з питань виборчого законодавства та об'єднань громадян Комітету з питань державного будівництва та місцевого самоврядування (з 12 червня 2002). 2002–2004 рік — Президент проєкту Парламентський клуб неурядових організацій [Архівовано 16 вересня 2013 у Wayback Machine.]
Березень 2006 — кандидат в народні депутати України від "Громадянського блоку «Пора—ПРП», № 13 в списку. На час виборів: народний депутат України, член ПРП.
З 23 листопада 2007 — народний депутат України 6-го скликання від Блоку Юлії Тимошенко, № 100 в списку. На час виборів: тимчасово не працював, член ПРП. Член фракції «Блок Юлії Тимошенко» (з 23 листопада 2007). Член Комітету з питань бюджету (з 26 грудня 2007 до 15 січня 2008), голова підкомітету з питань відслідковування впливу законопроєктів на показники бюджету Комітету з питань бюджету (з 15 січня 2008).
За період депутатської діяльності підготував понад 141 законопроєкт, зокрема «Про столицю України — місто герой Київ», «Про органи самоорганізації населення», «Про міліцію місцевого самоврядування міста», «Про місто Севастополь», «Про правовий статус зарубіжних українців», «Про делегування повноважень», «Про заклади охорони здоров'я» та інші.
На виборах до Верховної ради 2012 року обраний народним депутатом від Об'єднаної опозиції «Батьківщина» в окрузі № 219 (Святошинський район міста Києва). Голова підкомітету з питань виборчого законодавства та об'єднання громадян Комітету з питань державного будівництва та місцевого самоврядування.

## Меценат
2005 захопився ідеєю побудови церкви на місці, де у період Помаранчевої революції 2004 року стався замах на його життя. Там споруджено храм Св. Дмитра Солунського ПЦУ. Біля храму Бондаренко створив музей-скансен, де представлено 9 перевезених старовинних хат із різних куточків України з повним відтворенням побуту селян. У цьому музеї постійно відбуваються народні свята. Музей «Українське село» біля с. Бузова став місцем відпочинку киян та гостей міста, а також осередком для проведення різного роду тренінгів, семінарів, екскурсій.

## Сім'я
- Батько Дмитро Павлович (1927–1982), мати Марія Павлівна (1926–2011) — колгоспники.
- Дружина Галина Степанівна (нар. 1951) — історик, помічник народного депутата України М. Поліщука.
- Дочка Оксана (нар. 1976) — співробітник психологічної служби фірми «Метро».
- Дочка Ольга ((нар. 1981) — співробітник юридичної фірми «Салком».
- Брат Бондаренко Віктор Дмитрович (нар. 28.10.1956) — член-кореспондент НАПНУ, директор Департаменту атестації кадрів МОНмолодьспорту.

## Різне
Володів французькою мовою. Захоплювався овочівництвом, бджільництвом та збиранням грибів.